# Sultantepe
Sultantepe, morda nekdanja Huzirina, je tell v provinci Şanlıurfa, Turčija, in arheološko najdišče iz poznega asirskega obdobja. Sultantepe je približno 15 km južno od Urfe ob cesti proti Harranu. Ob vznožju tella je sodobna vas Sultantepe Köyü. 

## Zgodovina
Arheološka izkopavanja so razkrila starodavno asirsko mesto, ki je bilo opuščeno in ponovno zgrajeno približno sredi 7. stoletja pr. n. št. Med najdbami je bilo veliko klinopisnih tablic, vključno z različico Epa o Gilgamešu, in šolskimi besedili, vključno s tablicami za vajo z množico pisnih napak. Pred hišo duhovniške družine so odkrili celotno knjižnico s približno 600 nežganimi glinastimi tablicami. Odkrili so tudi tablice s pogodbami, na katerih so tudi aramejska imena. Zapisi se nepričakovano končajo približno takrat, ko je leta 610 pr. n. št., dve leti po padcu Niniv,  padel bližnji Harran. Tablice iz Sultantepeja hrani Asirska knjižnica Arheološkega muzeja v Ankari. V novobabilonskem in ahemenidskem obdobju, ki sta sledili,  najdišče ni bilo naseljeno. Ponovno so ga naselili v helenističnem in rimskem obdobju. Sodobna vas leži pod severno in vzhodno stranjo griča. 

## Arheologija
Sultantepe je več kot 50 m visok grič s strmimi pobočji. Erozija je razkrila ogromna bazaltna  podstavka stebrov, ki sta verjetno spadala k monumentalni pristopni poti iz asirskega obdobja. Na drugi strani griča so na približno enaki višini okoli 7 m pod vrhom griča ostanki mogočnega obzidja. Na griču so odkrili tempelj, posvečen bogu Sinu. Prepoznali so ga po lepo izklesani steli z njegovim simbolom rogate polne lune na njenem podstavku. Nadaljnja  izkopavanja so razkrila sedem metrov debel sloj razvalin iz helenističnega in rimskega obdobja.

## Tablice iz Sultantepeja
Vsebino tablic iz Sultantepeja objavljajo  O.R. Gurney in drugi avtorji od leta 1953  v Anatolian Studies (Anatolske študije), ki jih izdaja Britanski institut v Ankari. Njihova vsebina je zelo raznolika. 
- Na več tablicah so dokumentirani eponimi – imena limmujev, po katerih so Asirci  imenovali tekoča leta. Imena so bila pomembna podpora za standardno asirsko kronologijo v obdobju 911-648 pr. n. št.
- Na tablicah se je ohranilo štirideset vrstic epa o stvaritvi sveta  Enuma Eliš, ki so v do takrat odkritem asirskem besedilu manjkale.
- Ohranil se je dolg odlomek Epa o Gilgamešu, ki ga je, verjetno po nareku, pisal neznan učenec in je poln pisnih napak. Ohranila se je tudi tablica z opisom Enkidujevih vročičnih sanj.[7]
- V odlomki pesnitve, ki se začne z besedami  Ludlul bēl nēmeqi  (Hvalil bom Gospoda modrosti), so močne vzporednice z Jobovo knjigo. Pesnitev se pogosto naslavlja tudi Trpljenje pravičnega.[8]
- Legenda o Naram Sinu je povezana z imenom slavnega akadskega kralja Naram Sina, vendar ni zgodovinsko delo. Besedilo iz Sultantepeja dopolnjuje in revidira interpretacije že znanih fragmentarnih besedil iz Asurbanipalove knjižnice v Ninivah in hetitskih arhivov v Hatuši in vsebuje odlomek, pred tem znan kot  Legenda o kralju Kute.[9]
- Ohranjeno je tudi celotno besedilo (160 vrstic) literarnega dela z naslovom Ubogi mož iz Nipurja, ki nedvomno izvira iz Nipurja iz sredine 2. tisočletja pr. n. št. Ohranjeno besedilo je recenzija iz 7. stoletja pr. n. št.[10]

Med druga pomembna besedila spadajo obredna besedila, čarovne besede, omeni, pogodbe in slovarji.